# Università Abate Oliva CEU
L’Università Abate Oliva CEU (la cui denominazione ufficiale in catalano è Universitat Abat Oliba CEU) è un’università privata senza fini di lucro e di ispirazione cattolica, con sede a Barcellona (Spagna). Tale status lo acquisiva nel 2003 in virtù del decreto promulgato dal Parlamento della Catalogna, che conferiva il titolo di università all’omonimo collegio universitario fondato nel 1973.
L’Università adottava il nome dell’Abate Oliva, conte di Berga e Ripoll, vescovo di Vic, riformatore dell'Abbazia di San Michele di Cuxa e Monastero di Ripoll nonché fondatore di quello di Monastero di Montserrat, poiché "aspira a fare proprio lo spirito di colui che mille anni fa gettò le fondamenta della nascente Catalogna sulla base della cultura romana e cristiana".
L’abate Oliva, da cui prende nome, è una figura chiave nel ripopolamento della Catalogna sulla base della cultura romana e cristiana e del pattismo politico, le cui assemblee di Pace e Tregua di Dio rappresentano la forma embrionale di uno dei primi parlamenti d’Europa.
È una delle tre università spagnole appartenenti al gruppo educativo CEU. Appartiene all’Associazione Cattolica dei Propagandisti, un’istituzione creata nel 1908 dal padre gesuita Ángel Ayala.
La sede principale dell’UAO CEU è il Campus di Bellesguard, situato nel quartiere di Sarrià-Sant Gervasi. L’architetto Miquel Àngel Armengou, il cui studio si trova a Barcellona, si occupava della progettazione e della costruzione dell’Università che circonda la chiesa centrale.

## Storia

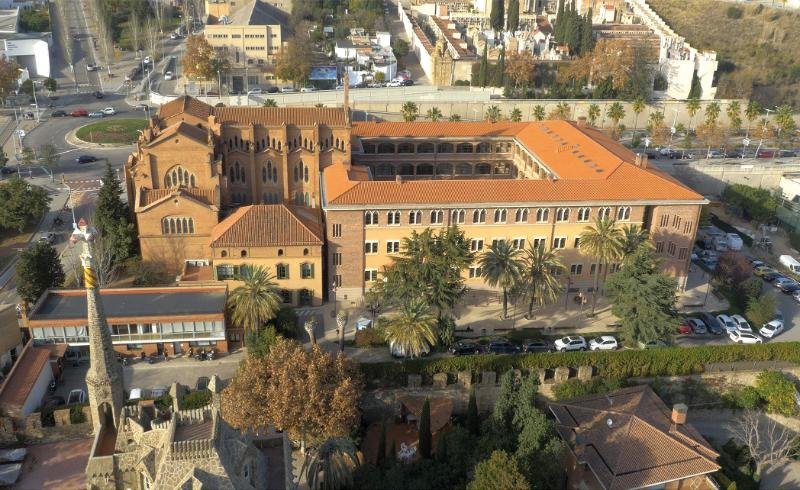
Campus dell’Università Abate Oliva CEU di Barcellona

L’origine dell’attuale Università risale al Collegio Universitario Abat Oliba, istituzione creata a Barcellona nel 1973 dalla Fondazione Universitaria San Pablo CEU come collegio universitario. Il centro iniziava la rispettiva attività nel gennaio 1974 in virtù di un accordo di affiliazione e collaborazione siglato con l’Università di Barcellona, per cui si considera la più antica scuola privata di Giurisprudenza tra quelle esistenti in Catalogna.
Nel 1992 acquistava il complesso costruito dall’architetto modernista Bernardí Martorell su richiesta della benefattrice Francesca Balart, per trasformarlo in quella che attualmente ne è la sede principale, inaugurata nel 1995. Lo stesso anno, in coincidenza con la ristrutturazione a cura dell’architetto Miquel Àngel Armengou, veniva rinominato Centro Docente di Insegnamento Superiore Abat Oliba e offriva corsi di laurea in Diritto, Amministrazione e Gestione Aziendale, nonché il primo ciclo di Economia.
Otto anni dopo, nel 2003 l’Università Abat Oliba CEU veniva riconosciuta dalla legge n. 20/2003 promulgata il 4 luglio del 2003 dal Parlamento della Catalogna, diventando così una delle tre università spagnole appartenenti al gruppo educativo CEU.
Nella primavera del 2007 nascevano i GoliADs UAO CEU Awards, i premi di pubblicità e comunicazione che ogni anno gli studenti dell’Università assegnano ad agenzie pubblicitarie e mass media. I premi GoliADs rappresentano la continuazione dei precedenti ICOMI Awards, promossi dal Centro di Studi ICOMI nel 1995.
Nel 2012 iniziavano le giornate UAO CEU International Journalism Week, ciclo di conferenze internazionali della durata di cinque giorni (da lunedì a venerdì) che riunisce relatori e presentazioni in lingua inglese nel campo del giornalismo. L’UAO CEU International Journalism Week è un evento annuale che a ogni edizione propone una tematica diversa.

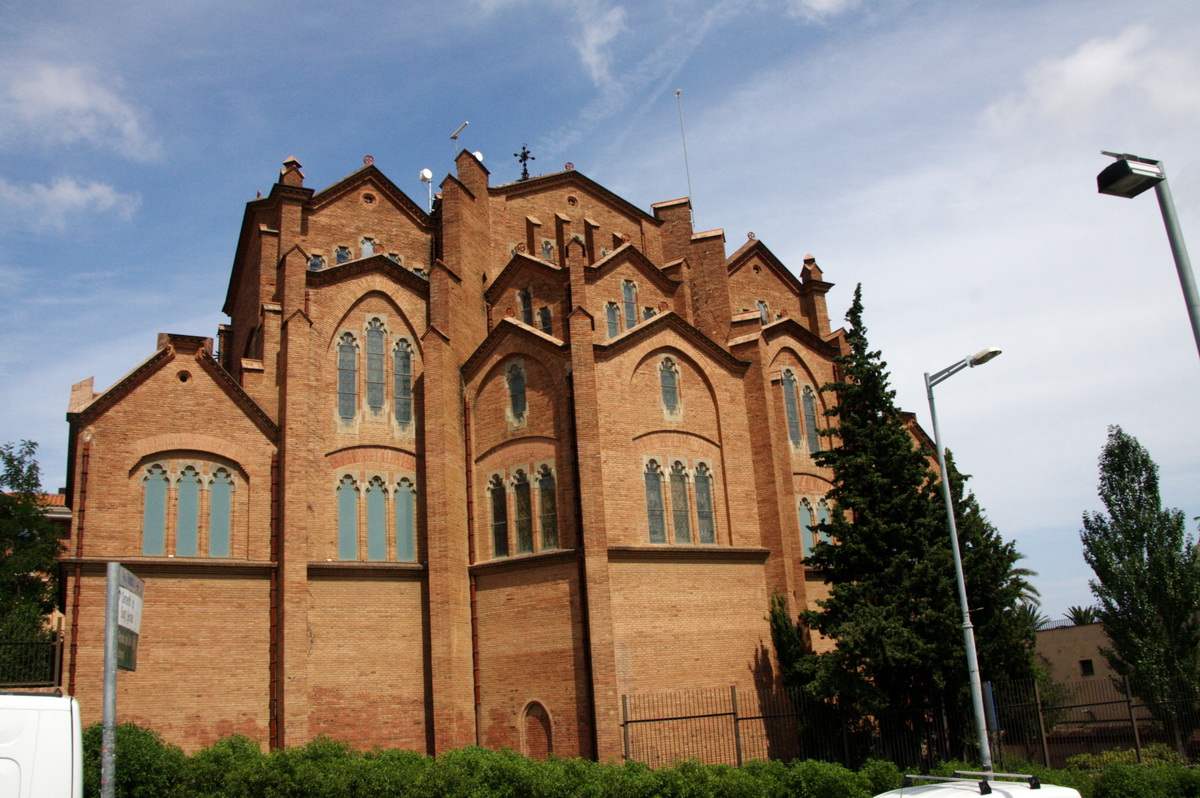
Convento del Redentore

Il 14 dicembre 2012 l’UAO CEU e le altre università catalane si impegnavano sul fronte della difesa dell’immersione linguistica e di un modello proprio e coordinato di accesso all’educazione universitaria per far fronte alla Legge Organica per il Miglioramento della Qualità dell’Istruzione, promossa da José Ignacio Wert, allora Ministro dell’Istruzione spagnolo.
Il 31 gennaio 2013, l’UAO CEU e altre università catalane, su impulso del Governo spagnolo tramite il Consiglio Interuniversitario, decidevano di valutare la rispettiva qualità e competitività sulla base del nuovo sistema di indicatori U-Multirank, promosso dalla Direzione Generale dell’Istruzione e della Cultura della Commissione Europea. Tale sistema di valutazione, a cui hanno aderito volontariamente 500 università internazionali, prevede diversi parametri in modo tale da offrire informazioni rigorose e più flessibili, ai fini di riflettere la diversità delle situazioni delle università, soprattutto europee.
I rettori dell’Università sono stati: Joan Corona (2003-2004), José María Alsina Roca (2004-2009), Carlos Pérez del Valle (2009-2017), Eva Perea (2017-2018), Rafael Rodríguez-Ponga (2019-2024) e Arcadi Gual Sala (dal 2024).

## Struttura

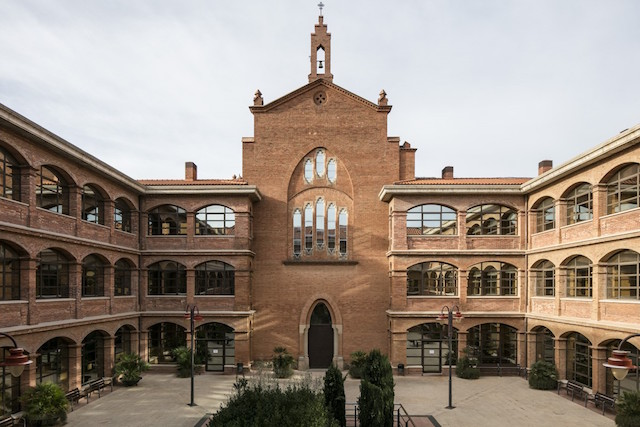
Chiostro dell’Università Abate Oliva CEU

L’UAO CEU è organizzata in tre facoltà: la facoltà di Giurisprudenza ed Economia Aziendale, il cui decano è la dott.ssa María Jesús Pesqueira Zamora, la facoltà di Comunicazione, Scienze dell’Educazione e Scienze Umane, il cui decano è il dott. Enrique Martínez García, nonché la facoltà di Psicologia, il cui decano è il dott. Martín Echevarría. L’offerta didattica comprende corsi di laurea, master e post-laurea nelle aree di Comunicazione, Giurisprudenza e Scienze Politiche, Scienze dell’Educazione, Economia e Gestione aziendale, Scienze Umane e Psicologia.
Nel 2017 l’UNESCO conferiva all’UAO CEU la Cattedra di Pace, Solidarietà e Dialogo Interculturale, ai fini di promuovere un concetto globale di pace.
Seguivano la Cattedra di Aziende a conduzione familiare e Creazione di Aziende, la Cattedra di Economia Solidale, la Cattedra Gift & Task di Bioetica e Diritto, la Cattedra Re Martino l’Umano, Conte di Barcellona, e nel 2019, in occasione della commemorazione del 500º anniversario, la Cattedra CEU Elcano - Il Primo Giro del Mondo.
Nel 2020 si creavano la Cattedra di Studi Mondiali Antoni de Montserrat e la Cattedra Jean Monnet di Integrazione Fiscale nell’Unione europea, finanziata con fondi competitivi europei del bando Erasmus+ per le attività Jean Monnet.
Inoltre, esistono l’Osservatorio del Lavoro, dedicato alle questioni di attualità del mondo del lavoro, e l’Istituto di Scienze della Salute.
L’UAO CEU vanta sei gruppi di ricerca: MULTICULTCOM (Comunicazione e Conflitti in una Società Multiculturale), TRIVIUM (Famiglia, Educazione e Scuola Inclusiva), EAEDIUM (Economia Applicata, Economia dell’Educazione e Ricerche di Mercato), EJES (Occupabilità, Giovani ed Esclusione sociale), GREFE (Aziende a conduzione familiare e Imprenditorialità) e PROSOPON (Persona e Vita personale).
L’UAO CEU fa parte della Conferenza di Rettori delle Università Spagnole (CRUE), della Red Vives de Universidades, che ha presieduto nel periodo 2019-2020, nonché dell’European Association for International Education e del Consiglio Internazionale delle Università di San Tommaso d’Aquino. Nel 2020 aderiva all’European Federation of Catholic Universities e alla Piattaforma Internazionale per la Cooperazione e la Migrazione. Infine, è membro del gruppo educativo CEU ed è una delle tre università CEU.

## Attività

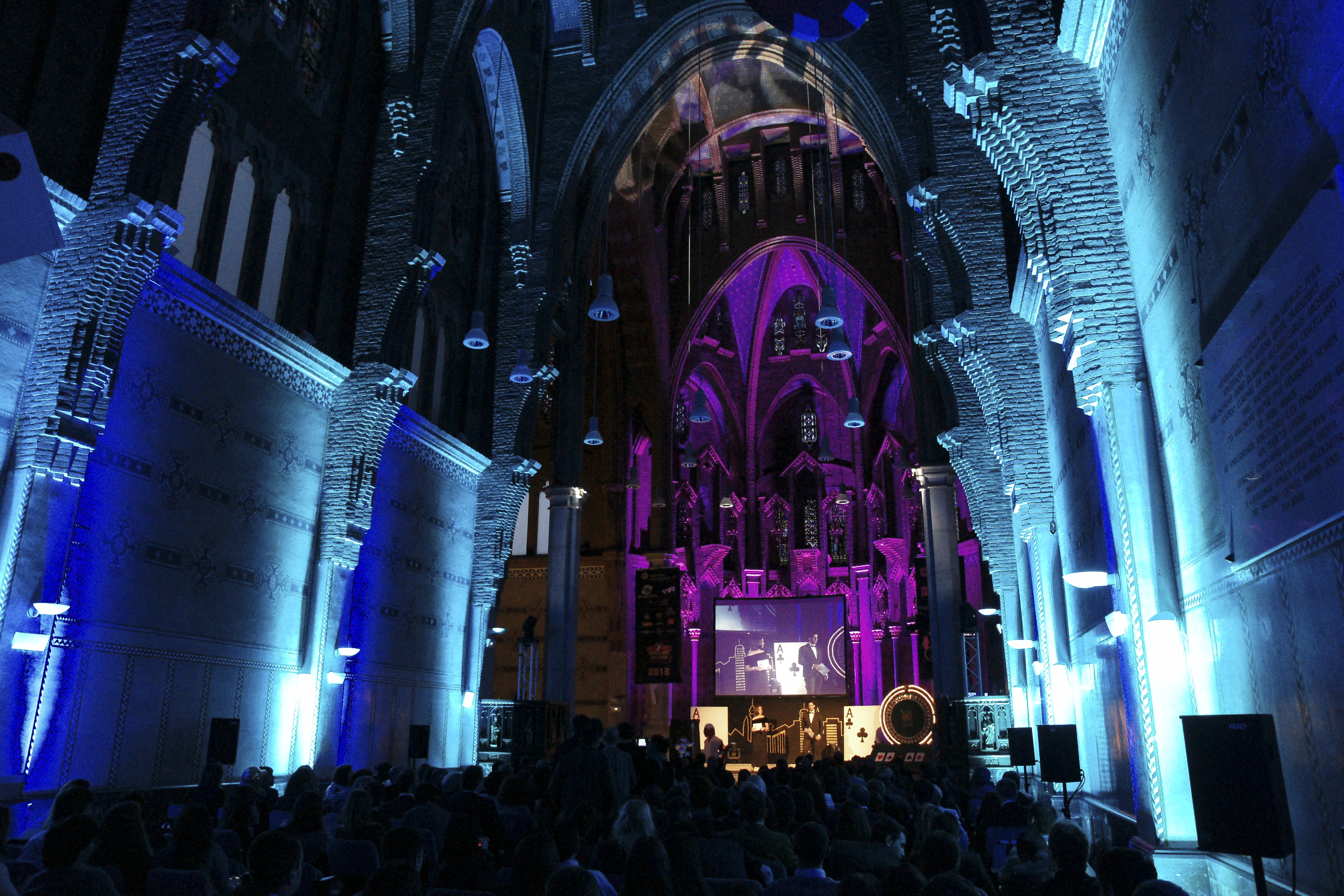
Cerimonia di conferimento dei GoliADs UAO CEU Awards

Oltre alla funzione di ricerca e insegnamento, l’UAO CEU organizza attività culturali e informative. Nel 2007, ad esempio, nascevano i GoliADs UAO CEU Awards, i premi di pubblicità e comunicazione che ogni anno gli studenti dell’Università assegnano ad agenzie pubblicitarie e mass media.
Dal 2013 organizza anche la BCN Thinking Challenge, una maratona universitaria di imprenditoria sociale creata dal Club di Imprenditori dell’Università.
Nel 2015 nascevano gli Education Talks, i due incontri annuali per l’innovazione educativa, uno dedicato all’innovazione educativa e l’altro a un tema monografico.
Nel 2017 si promuoveva la Digital Communication Week, di cui si sono organizzate due edizioni: una incentrata sul ruolo dell’intelligenza artificiale e l’altra sulla trasformazione digitale. Tale iniziativa si organizza nell’ambito del master universitario di Comunicazione Digitale e Nuove Tecnologie.
Nel contesto del gruppo di ricerca Famiglia, Educazione e Scuola Inclusiva, ogni anno si celebrano, invece, i congressi Word in Education, con sede a rotazione presso l’Università Abat Oliba CEU, la Università di Filosofia ed Educazione dei Gesuiti Ignatianum (Polonia) e le Facultés Libres de Philosophie et de Psychologie (Francia).
Inoltre, l’UAO CEU organizza il Congresso di Diritto e Società, nonché il Congresso Europeo di Antropologia Cristiana e Scienze della Salute Mentale, la cui prima edizione si teneva, rispettivamente, nel settembre 2018 e 2019.
L’UAO CEU è stata la prima università ad aderire al programma "Universitats amb cor" (Università di cuore) della Caritas internationalis di Barcellona e uno dei luoghi in cui è stata presentata Fratelli tutti, l'enciclica di Papa Francesco. Fa parte del gruppo educativo CEU, l’istituzione educativa privata che destina più risorse in Spagna a borse di studio e agevolazioni.

## Riconoscimenti

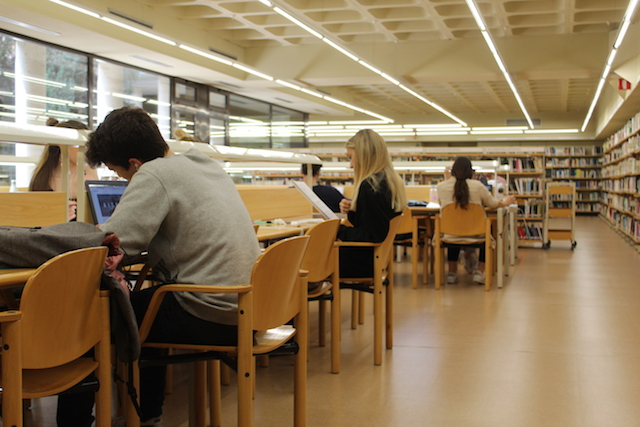
Biblioteca dell’UAO CEU

Per quanto concerne la docenza, l’UAO CEU è la prima università privata catalana nella classifica delle università spagnole, secondo quanto accreditato dall’Istituto di Analisi Industriale e Finanziaria (IAIF) dell’Università Complutense di Madrid. Nel settore privato nazionale, l’UAO CEU occupa il terzo posto, dopo l’Università di Navarra e l’Università Pontificia Comillas.
Secondo la settima indagine inerente all’inserimento nel mercato del lavoro dei laureati delle università catalane (2020), condotta dall’Agenzia per la Qualità del Sistema Universitario della Catalogna, i laureati dell’UAO CEU raggiungono un tasso di occupabilità del 95,3%, una percentuale superiore di vari punti alla media delle altre università nell’area delle Scienze Sociali.
Secondo lo studio Vía Universitaria (2016) svolto dalla Fondazione Jaume Bofill e dalla Red Vives de Universidades, l’85% degli studenti dell’UAO CEU sono soddisfatti dei corsi frequentati. Nella settima classifica delle università della Fondazione CyD (2020), l’UAO CEU figura come un centro ad alto rendimento in termini di mobilità internazionale, docenti internazionali, stage in aziende della regione, tasso di laurea e tasso di rendimento della laurea.
Secondo il World University Ranking, classifica stilata dal site Times Higher Education, le università CEU rientrano tra le 500 migliori del mondo e si collocano al sesto posto tra le università spagnole.

## Sede

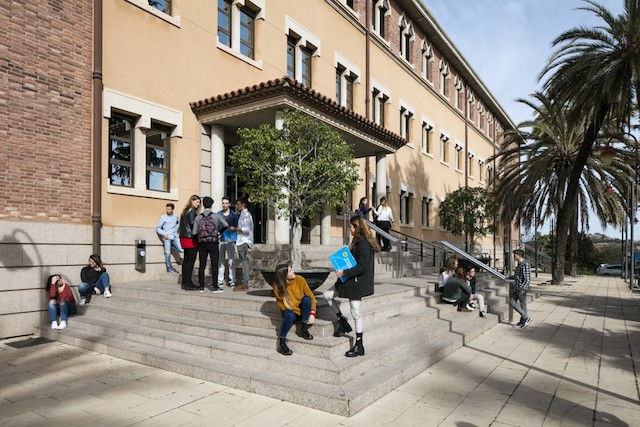
Ingresso principale dell’Università

La sede principale dell’UAO CEU è il Campus di Bellesguard, sorto attorno all’antico palazzo-fortezza un tempo residenza estiva della dinastia Casa di Barcellona, dove tra l’altro nel 1410 morì il suo ultimo membro, il re Martino I di Aragona, detto l’Umano.
Nel 1900 si separava una parte del fondo affinché l’architetto Antoni Gaudí potesse costruire una residenza per l’industriale Jaume Figueres, conosciuta come Torre Bellesguard. Sul restante terreno, nel 1925 gli Oblati del Santissimo Redentore promuovevano una comunità religiosa che svolgeva un lavoro sociale, costruita dall’architetto Bernardí Martorell grazie alla generosità di Francesca Balart. Martorell, discepolo di Gaudí, progettava quindi la chiesa con volte iperboloidi, che oggi ospita l’Aula Magna/Aula Sacra.
Nel 1992 la chiesa e il chiostro venivano allestiti come sede dell’UAO CEU dall’architetto Miquel Àngel Armengou. Nel 2018, si intraprendevano dei lavori di ristrutturazione dell’Aula Magna/Aula Sacra, che comprendevano l’installazione di un impianto di riscaldamento a pavimento e nuove attrezzature audiovisive. Nel 2019 si inauguravano i nuovi studi di radio, televisione e fotografia.

## Cariche amministrative
- Dott.Ric. Arcadi Gual Sala: Rettore.
- Dott.Ric. Sergio Rodríguez López-Ros: Prorettore vicario e Vice-Rettore di Rapporti Istituzionali.
- Dott.Ric. Joan Ripoll: Vice-Rettore per il Corpo Docente.
- Dott.Ric. Swen Seebach: Vice-Rettore per la Pianificazione Accademica e la Qualità.
- Dott.Ric. Alessandro Mini: Vice-Rettore per la Ricerca e le Relazioni internazionali.
- Dott.ssaRic. Laura Amado: Vice-Rettore per gli Studenti .

## Alumni
Di seguito, alcuni nomi di ex studenti dell’Università:
- Miquel Calçada: giornalista e cofondatore del Gruppo Flaix.
- Dolors Montserrat: eurodeputata.
- Jaume Alonso-Cuevillas: giurista, avvocato ed economista.
- Joana Ortega: politica.
- Juan Carlos Girauta: politico e scrittore.
- Joan Puigdollers i Fargas: politico.
- Mao Ye Wu: amministratore del Reial Club Deportiu Espanyol de Barcelona.
- Lidan Qi: socia-direttrice di Qimeng Global.
- Fernando de Páramo: politico e giornalista.
- Neus Munté: avvocata e politica.
- Sergio Heredia: giornalista.
- Juan Velayos: giurista, imprenditore e promotore immobiliare.
- Pablo de Porcioles: vicedirettore generale di Godó Strategies.
- Anton Verdeny: socio-direttore di Massagué & Verdeny.
- Carina Mejías: avvocata e politica.
- José Luis Ayllon: avvocato e politico.
- Víctor López: consulente politico.
- Jorge Moragas: politico e diplomatico spagnolo.
- M.ª Eugencia Gay: decano dell’Ordine degli avvocati di Barcellona.
- Eva Parera: avvocato, imprenditrice e politica.